# Venenivibrio stagnispumantis
Genre
Venenivibrio stagnispumantis souche CP.B2 est le premier micro-organisme isolé de la source chaude terrestre Champagne Pool (75 °C, pH 5,5) à Waiotapu en Nouvelle-Zélande,.

## Morphologie
Les cellules sont des bâtonnets mobiles et légèrement incurvés (1,04 à 1,56 µm de long et 0,33 à 0,41 µm de large). 

## Conditions de croissance
La bactérie est chimiolithotrophe obligatoire capable d'utiliser H2 comme donneur d'électrons, O2 comme accepteur d'électrons correspondant et CO2 comme source de carbone. Venenivibrio stagnispumantis gagne de l'énergie métabolique en utilisant la « réaction Knallgas » : H2 + ½ O2 → H2O. Pour la croissance, du soufre élémentaire (S0) ou du thiosulfate (S2O32−) est nécessaire. La croissance est observée dans des conditions thermophiles entre 45 °C et 75 °C (optimum 70 °C), dans des conditions acidophiles modérées entre pH 4,8 et 5,8 (pH optimal 5,4) et dans des conditions microaérophiles entre 1,0 % et 10,0 % (v/v) d'O2 (optimum entre 4,0 % et 8,0 % (v/v) d'O2). 

## Phylogénie
L'analyse phylogénétique basée sur les séquences d'ADNr 16S indique que la souche CP.B2 appartient à l'ordre des Aquificales et représente la souche type d'une nouvelle espèce d'un nouveau genre au sein de la famille des Hydrogenothermaceae. La séquence du gène de l'ARNr 16S pour la souche CP.B2 est déposé dans la base de données de séquences nucléotidiques GenBank sous le numéro d'accession DQ989208. La teneur en G+C de l'ADN génomique est de 29,3 mol % qui est la plus faible teneur en G+C rapportée pour une espèce de l'ordre Aquificales. 

## Tolérance aux composés d'arsenic et d'antimoine
Venenivibrio stagnispumantis affiche une tolérance à des concentrations relativement élevées de composés d'arsenic et d'antimoine. Les cellules se sont développées en présence de jusqu'à 8 mM d'arsénite (As3+), 15 mM d'antimoine trivalent (Sb3+) et plus de 20 mM d'arséniate (As5+), mais aucune croissance n'a été observée lorsque As3+ et As5+ ont été fournis comme seule paire de donneur et d'accepteur d'électrons. 

## Étymologie
Veneni vibrio. (latin : le vibrion du poison), stagni spumantis (latin : de la piscine bouillonnante, se rapportant à Champagne Pool). 

## Collection culturelle
Venenivibrio stagnispumantis souche CP.B2 est déposé dans la Japan Collection of Microorganisms sous JCM 14244, dans l'American Type Culture Collection sous ATCC BAA-1398 et dans la German Collection of Microorganisms sous DSM 18763. 

## Milieu de culture
| Milieu de culture Venenivibrio stagnispumantis |                  |
| ---------------------------------------------- | ---------------- |
| NaOH                                           | 0,15 g           |
| KCl                                            | 0,50 g           |
| MgCl2 • 6 H2O                                  | 1,36 g           |
| MgSO4 • 7 H2O                                  | 7,00 g           |
| Na2S2O3 • 5 H2O                                | 2,00 g           |
| CaCl2 • 2 H2O                                  | 0,40 g           |
| NH4Cl                                          | 0,20 g           |
| K2HPO4                                         | 0,25 g           |
| Oligo-éléments (100 x)                         | 10.00 ml         |
| SEM                                            | 1,95 g           |
| Eau distillée                                  | jusqu'à 1 000 ml |

Le pH du milieu est ajusté à 5,5, réparti dans des cuves de culture et autoclavé sous CO2. Après l'inoculation, la phase gazeuse initiale est remplacée par H2 / CO2 / O2 (79 % / 15 % / 6 %) et pressurisée à 170 kPa. 
| Solution d'oligo-éléments (100 x) |                  |
| --------------------------------- | ---------------- |
| Na2-EDTA • 2 H2O                  | 500,00 mg        |
| CoCl2 • 6 H2O                     | 150,00 mg        |
| MnCl2 • 4 H2O                     | 100,00 mg        |
| FeSO4 • 7 H2O                     | 100,00 mg        |
| ZnCl2                             | 100,00 mg        |
| AlCl3 • 6 H2O                     | 40,00 mg         |
| Na2WO4 • 2 H2O                    | 30,00 mg         |
| CuCl2 • 2 H2O                     | 20,00 mg         |
| Ni2SO4 • 6 H2O                    | 20,00 mg         |
| Na2SeO3                           | 10,00 mg         |
| H3BO3                             | 10,00 mg         |
| Na2MoO4 • 2 H2O                   | 10,00 mg         |
| Eau distillée                     | jusqu'à 1 000 ml |

Le pH de la solution est ajusté à 3,0 avec HCl. 